# Zambezi
Zambezi (port. Rio Zambeze) – rzeka w południowej części Afryki, przepływająca przez Zambię, Angolę i Mozambik.

## Bieg rzeki
Ma długość 2574 km, a powierzchnia dorzecza wynosi 1,3 mln km²
Wypływa ze źródła położonego na płaskowyżu Lunda. Następnie przepływa przez północną część Kotliny Kalahari. W środkowym biegu stanowi naturalną granicę pomiędzy Zambią i Namibią, Botswaną i Zimbabwe. Zambezi uchodzi deltą do Kanału Mozambickiego na Ocean Indyjski.
W środkowym biegu Zambezi tworzy Wodospady Wiktorii i liczne mniejsze wodospady. 
Rzeka Zambezi jest wykorzystywana do produkcji energii elektrycznej dla południowej Afryki. Produkują je elektrownie Cahora Bassa oraz Kariba.
W środkowym odcinku rzeki znajduje się duży sztuczny zbiornik wodny Kariba.
Jest żeglowna w dolnym odcinku na długości ok. 700 km.

## Główne dopływy
- Kafue
- Kuando
- Luangwa
- Kabompo